# E16号線
E16号線 (E16ごうせん、英: European route E16) は北アイルランドからスコットランド、海路を経てスカンディナビア半島中部を東西に走っている欧州自動車道路のAクラス幹線道路。

## 経路

### 経過する主要都市
- イギリス
  - ベルファスト - 海路 - グラスゴー - エディンバラ
- ノルウェー
  - ベルゲンヴォス - 海路 - ラルダール - ファゲルネス - ヘネフォス - ガーデモエン - コングスビンゲル
- スウェーデン
  - トーシュビュー - マールング - ボルレンゲ - ファールン

## ギャラリー

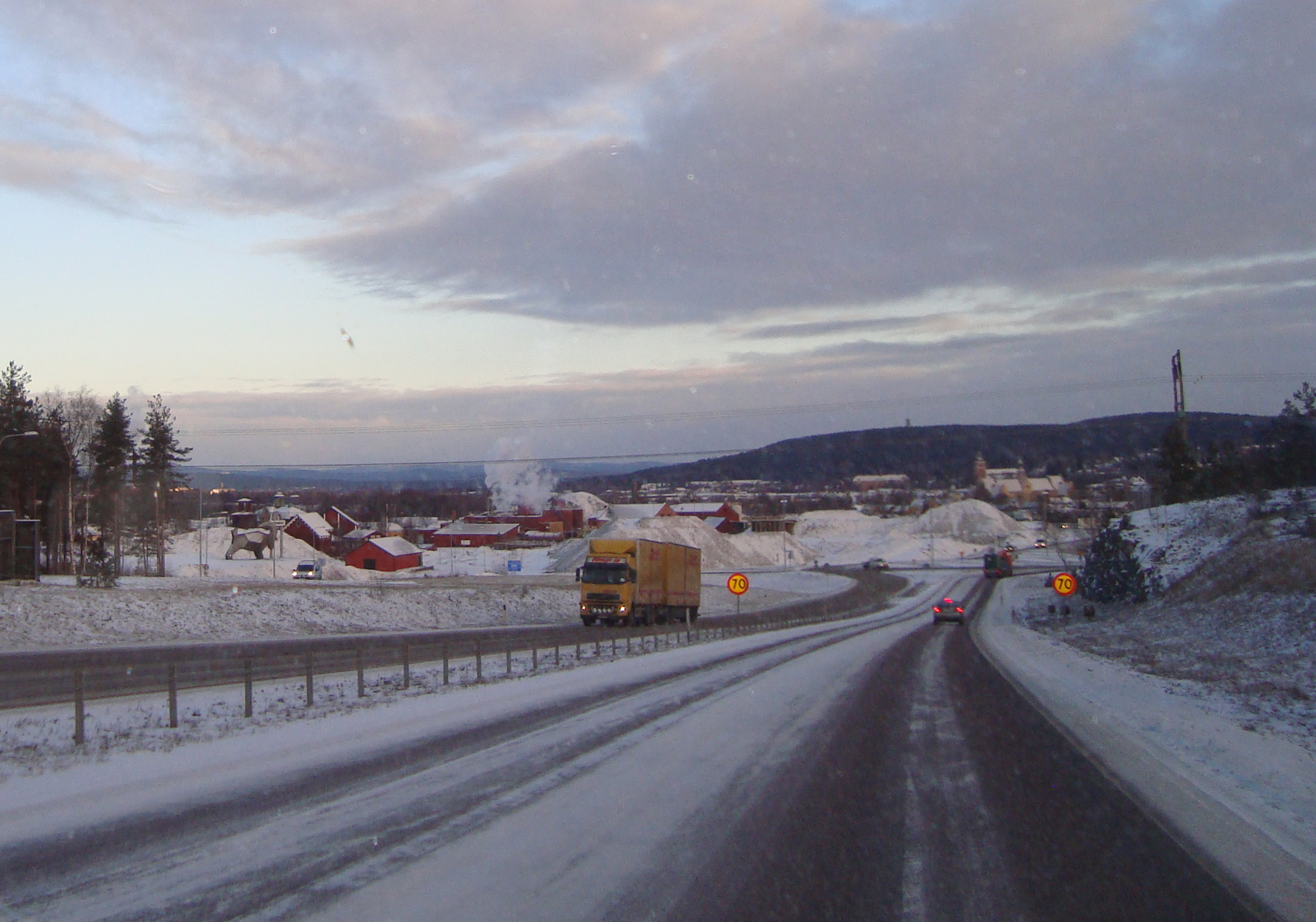
ファールン付近